# Малий Оєш
Малий Оєш (рос. Малый Оеш) — присілок у Коливанському районі Новосибірської області Російської Федерації.
Входить до складу муніципального утворення Соколовська сільрада. Населення становить 265 осіб (2010).

## Історія
Згідно із законом від 2 червня 2004 року органом місцевого самоврядування є Соколовська сільрада.

## Населення
| 2002 | 2007 | 2010 |
| ---- | ---- | ---- |
| 249  | ↗264 | ↗265 |